# Santa Maria Avvocata (Nápoly)
A Santa Maria Avvocata vagy más néven Santa Maria della Concezione templom Nápolyban, a Piazza Dante közelében.

## Története
A templomot a 16. században építették barokk stílusban. Főhomlokzata gazdagon díszített, stukkózott, egyes vélemények szerint Dionisio Lazzari alkotása. A templom egyhajós. Belsőjét fesztonok díszítik, főoltára színes márványból készült. A templom belső kialakítása a közeli Sant’Antonio a Tarsia temploméra hasonlít. A templom eredeti neve Santa Congregazione degli Studenti, azaz a diákok szent kongregációja volt. A templom általában zárva.